# Anyphops alticola
Espèce
Synonymes
- Selenops alticolus Lawrence, 1940

Anyphops alticola est une espèce d'araignées aranéomorphes de la famille des Selenopidae.

## Distribution
Cette espèce est endémique du KwaZulu-Natal en Afrique du Sud,. Elle se rencontre vers Ingwavuma et Richards Bay.

## Description
Le mâle holotype mesure 6,8 mm.

## Publication originale
- Lawrence, 1940 :  The genus Selenops (Araneae) in South Africa. Annals of the South African Museum, vol. 32, p. 555-608 (texte intégral).